# Go By Brooks
Go By Brooks est un groupe luxembourgeois de rock.

## Histoire
Go By Brooks a été formé en 2013 en tant que projet solo folk acoustique par la chanteuse Laetitia Koener. Elle étudiait alors à Paris et rédigeait sa thèse sur Leonard Cohen. Ce faisant, elle tombe sur son poème Go By Brooks, qui donne son nom au projet. Plus tard, d'autres musiciens se joignent au groupe et le projet solo devient un groupe.
Après le premier single Streets of Paris (2014), Go By Brooks sort son premier EP Rivers en 2015. L'année suivante voit la sortie du deuxième EP, Oceans, soutenu par le single Phoenix. La chanson parle du diagnostic de cancer de la mère de la chanteuse et de sa lutte contre la maladie. Un chœur de 13 personnes chante sur la chanson Artificial Hearts, dans laquelle on peut entendre d'autres chanteurs connus tels que Daniel Balthasar et John Rech de T42 et Dream Catcher. La soirée de sortie a lieu à la Kulturfabrik.
Another Flame est le premier album du groupe. Il est présenté à la Kulturfabrik le 8 décembre 2018 et constitue un nouvel hommage à Leonard Cohen, dont le dernier livre avant sa mort en 2016 s'intitulait The Flame. L'album est enregistré aux Linster Studios et reçoit de bonnes critiques,,,. L'extrait Broken sort en single. Un autre single sort en 2019, Lost, qui ne figure pas sur l'album. Un clip vidéo est tourné pour les deux chansons.
Avant la pandémie de Covid-19, Go By Brooks donnait entre 25 et 35 concerts par an. À l'été 2020, Go By Brooks sort la chanson How to Sing to a Man puis enregistre un album live issu d'un concert au Kulturzentrum Aalt Stadhaus, dans le cadre de la soirée The Stage is Hers, au cours de laquelle Fernanda Stange et Ptolémée, deux autres chanteurs apparurent. En raison des restrictions liées au coronavirus, seules 30 personnes sont autorisées à prendre place dans le public. En mars 2022, la chanson All We Are lance le deuxième album studio du groupe, This Is Her War, sort le 6 mai. Il est mixé par Tom Gatti et masterisé par Gert Van Hoof.
La chanteuse Laetitia Koener et le guitariste Nicolas Palumbo sont mariés.

## Discographie

### Albums studio
- 2018 : Another Flame
- 2022 : This Is Her War

### EP
- 2015 : Rivers
- 2016 : Oceans
- 2021 : Live at Aalt Stadhaus

### Singles
- 2014 : Streets of Paris
- 2016 : Phoenix
- 2018 : Broken
- 2019 : Lost
- 2020 : How to Sing to a Man
- 2022 : All We Are